# 藤本松太郎
藤本 松太郎（ふじもと まつたろう、1863年11月17日〈文久3年10月7日〉 - 1927年〈昭和2年〉5月2日）は、日本の商人（呉服商）、篤農家、実業家、政治家。

## 人物
五十崎村で生まれた。父は藤本平四郎。呉服商を営む。1890年1月、五十崎村会議員に就任。1901年1月、五十崎村助役に就任。消防組の創設、避病舎・小学校校舎の建設、信用組合の創立、矢ヶ谷里道改修工事、鳥首線の開通、郵便局の開局などに力を尽くす。
篤農家であり、大正の初期に鳥越、陣ノ森、門松あたりの山林を開墾し、栗5町歩（5ヘクタール）、柑橘7町歩（7ヘクタール）、梨2町歩（2ヘクタール）の試験栽培を試みる。しかし成功しなかった。
1916年に天神村の井口重衛とともに新川町において三椏を原料として改良半紙工場を設立したが、折からの不況の波にもまれ成就しなかった。1920年、郡会議員に選出される。
1924年5月、耕地整理組合の評議員に就任、耕地整理事業に尽力する。人柄は温和で寡黙だった。住所は愛媛県喜多郡五十崎町大字古田。

## 家族・親族
藤本家
- 妻・ツナ（1869年 - ?）[2]
- 長男・勝[2]（1892年 - 1982年、藤本製糸工場代表[注 1]）
- 二男・保一[2]（1899年 - ?）
- 三男・薫喜[2]（1902年 - 1980年、医学博士、長崎大学医学部教授）
- 四男・彰[2]（1905年[5] - 2007年、京大法科卒業[5]、三井生命保険取締役）
- 五男・平四郎[2]（1910年 - ?）
- 孫[2]